# Камоґава (Тіба)

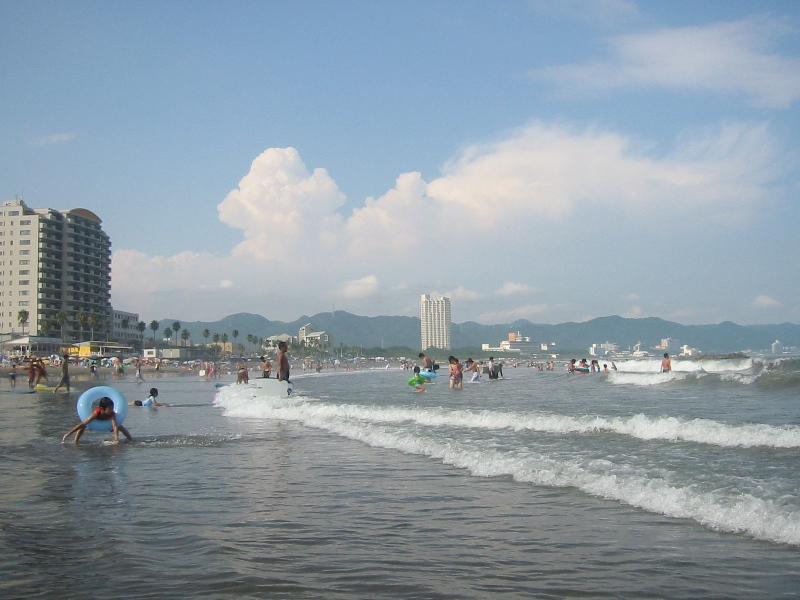

35°6′51″ пн. ш. 140°5′56″ сх. д. / 35.11417° пн. ш. 140.09889° сх. д.
Камоґа́ва (яп. 鴨川市, かもがわし, МФА: [kamogawa ɕi̥]) — місто в Японії, в префектурі Тіба.

## Короткі відомості
Розташоване в південній частині префектури, на заході півострова Босо, на березі Тихого океану. Виникло на основі середньовічного рибацького поселення. Основою економіки є сільське господарство, рибальство, городництво, туризм. Станом на 1 жовтня 2008 площа міста становила 191,30 км². Станом на 1 січня 2009 населення міста становило 35 585 осіб.